# Tojinium
Tojinium is een geslacht van spinnen uit de familie hangmatspinnen (Linyphiidae).

## Soorten
De volgende soorten zijn bij het geslacht ingedeeld:
- Tojinium japonicum Saito & Ono, 2001